# Bolitoglossa gomezi
Espèce
Statut de conservation UICN

 DD  : Données insuffisantes
Bolitoglossa gomezi est une espèce d'urodèles de la famille des Plethodontidae.

## Répartition
Cette espèce se rencontre au Costa Rica et au Panama. Elle se rencontre dans une petite région sur le versant Pacifique, à cheval sur la frontière entre les deux pays, entre 1 170 et 1 250 m d'altitude. Au Panama, elle se rencontre également sur le versant Ouest de la cordillère de Talamanca, entre 1 700 et 2 120 m d'altitude.

## Description
Les mâles mesurent sans la queue de 29,3 à 49,9 mm et les femelles de 42,3 à 54,5 mm. Les membres sont relativement courts, et les mains et pieds larges. Les doigts sont robustes et carrément tronqués. Le dos est fortement marqué de stries marron foncé, ou relativement uniforme (la coloration est variable, généralement de marron à marron foncé) tandis que le ventre est taché de blanc, jusqu'à la queue. La tête est légèrement plus large que le cou porte des petits yeux et narines, et se termine par un museau court et arrondi. La taille de la queue est environ la même que la SVL.

## Histoire naturelle
B. gomezi est une espèce nocturne et arboricole. Elle est retrouvée en forêts tropicales de montagnes. A hautes altitudes, les individus prennent cachette dans des broméliacées la journée, ou dans des tapis de mousse dans le paramo. Du reste, peu de choses sont connues sur la biologie de cette espèce.

## Étymologie
Son nom d'espèce, gomezi, lui a été donné en l'honneur de Luis Diego Gómez, botaniste costaricien. 

## Publication originale
- Wake, Savage & Hanken, 2007 : Montane salamanders from the Costa Rica-Panamá border region, with descriptions of two new species of Bolitoglossa. Copeia, vol. 2007, no 3, p. 556-565 (texte intégral).